# Partecipanti alla Parigi-Roubaix 2021
Elenco dei partecipanti alla Parigi-Roubaix 2021.
La Parigi-Roubaix 2021 è stata la centodiciottesima edizione della corsa. Alla competizione presero parte 25 squadre: le 19 con licenza UCI World Tour 2021 e 6 dell'UCI ProTeam.
Accreditati alla partenza 174 ciclisti.

## Corridori per squadra
Nota: R ritirato, NP non partito, FT fuori tempo, SQ squalificato
| Lotto Soudal                       | Lotto Soudal                       | Lotto Soudal                       | Bora-Hansgrohe         | Bora-Hansgrohe         | Bora-Hansgrohe         | Deceuninck-Quick Step | Deceuninck-Quick Step | Deceuninck-Quick Step |
| ---------------------------------- | ---------------------------------- | ---------------------------------- | ---------------------- | ---------------------- | ---------------------- | --------------------- | --------------------- | --------------------- |
| N°                                 | Ciclista                           | Clas.                              | N°                     | Ciclista               | Clas.                  | N°                    | Ciclista              | Clas.                 |
| 1                                  | Philippe Gilbert                   | 29°                                | 11                     | Peter Sagan            | 57°                    | 21                    | Yves Lampaert         | 5°                    |
| 2                                  | Florian Vermeersch                 | 2°                                 | 12                     | Nils Politt            | R                      | 22                    | Kasper Asgreen        | 68°                   |
| 3                                  | Frederik Frison                    | 93°                                | 13                     | Maciej Bodnar          | FT                     | 23                    | Davide Ballerini      | R                     |
| 4                                  | Sébastien Grignard                 | FT                                 | 14                     | Jordi Meeus            | 88°                    | 24                    | Tim Declercq          | 69°                   |
| 5                                  | Harry Sweeny                       | 39°                                | 15                     | Daniel Oss             | R                      | 25                    | Florian Sénéchal      | 71°                   |
| 6                                  | Tosh Van Der Sande                 | 37°                                | 16                     | Juraj Sagan            | 74°                    | 26                    | Zdeněk Štybar         | 26°                   |
| 7                                  | John Degenkolb                     | 53°                                | 17                     | Max Schachmann         | 77°                    | 27                    | Bert Van Lerberghe    | 56°                   |
| Jumbo-Visma                        | Jumbo-Visma                        | Jumbo-Visma                        | Israel Start-Up Nation | Israel Start-Up Nation | Israel Start-Up Nation | Alpecin-Fenix         | Alpecin-Fenix         | Alpecin-Fenix         |
| N°                                 | Ciclista                           | Clas.                              | N°                     | Ciclista               | Clas.                  | N°                    | Ciclista              | Clas.                 |
| 31                                 | Wout Van Aert                      | 7°                                 | 41                     | Sep Vanmarcke          | 23°                    | 51                    | Mathieu van der Poel  | 3°                    |
| 32                                 | Edoardo Affini                     | 52°                                | 42                     | Rudy Barbier           | 89°                    | 52                    | Silvan Dillier        | 49°                   |
| 33                                 | Pascal Eenkhoorn                   | R                                  | 43                     | Jenthe Biermans        | 47°                    | 53                    | Senne Leysen          | R                     |
| 34                                 | Dylan Groenewegen                  | 81°                                | 44                     | Guillaume Boivin       | 9°                     | 54                    | Tim Merlier           | 48°                   |
| 35                                 | Timo Roosen                        | 63°                                | 45                     | Hugo Hofstetter        | R                      | 55                    | Jasper Philipsen      | 41°                   |
| 36                                 | Mike Teunissen                     | 84°                                | 46                     | Mads Würtz Schmidt     | R                      | 56                    | Jonas Rickaert        | 45°                   |
| 37                                 | N. Van Hooydonck                   | 22°                                | 47                     | Tom Van Asbroeck       | 8°                     | 57                    | Gianni Vermeersch     | 15°                   |
| Trek-Segafredo                     | Trek-Segafredo                     | Trek-Segafredo                     | Bahrain Victorious     | Bahrain Victorious     | Bahrain Victorious     | AG2R Citroën Team     | AG2R Citroën Team     | AG2R Citroën Team     |
| N°                                 | Ciclista                           | Clas.                              | N°                     | Ciclista               | Clas.                  | N°                    | Ciclista              | Clas.                 |
| 61                                 | Jasper Stuyven                     | 25°                                | 71                     | Sonny Colbrelli        | 1°                     | 81                    | Greg Van Avermaet     | 32°                   |
| 62                                 | Alex Kirsch                        | R                                  | 72                     | Marco Haller           | 17°                    | 82                    | Stan Dewulf           | 58°                   |
| 63                                 | Emīls Liepiņš                      | 95°                                | 73                     | Heinrich Haussler      | 10°                    | 83                    | Lawrence Naesen       | 75°                   |
| 64                                 | Mads Pedersen                      | R                                  | 74                     | Jonathan Milan         | R                      | 84                    | Oliver Naesen         | 52°                   |
| 65                                 | Quinn Simmons                      | R                                  | 75                     | Matej Mohorič          | R                      | 85                    | Michael Schär         | R                     |
| 66                                 | Toms Skujiņš                       | 44°                                | 76                     | Marcel Sieberg         | R                      | 86                    | Damien Touzé          | R                     |
| 67                                 | Edward Theuns                      | R                                  | 77                     | Fred Wright            | 51°                    | 87                    | Gijs Van Hoecke       | R                     |
| Groupama-FDJ                       | Groupama-FDJ                       | Groupama-FDJ                       | EF Education-Nippo     | EF Education-Nippo     | EF Education-Nippo     | Cofidis               | Cofidis               | Cofidis               |
| N°                                 | Ciclista                           | Clas.                              | N°                     | Ciclista               | Clas.                  | N°                    | Ciclista              | Clas.                 |
| 91                                 | Arnaud Démare                      | 34°                                | 101                    | Michael Valgren        | R                      | 111                   | Christophe Laporte    | 6°                    |
| 92                                 | Clément Davy                       | 35°                                | 102                    | Stefan Bissegger       | 62°                    | 112                   | Piet Allegaert        | 86°                   |
| 93                                 | Stefan Küng                        | R                                  | 103                    | Mitchell Docker        | R                      | 113                   | Tom Bohli             | 72°                   |
| 94                                 | Olivier Le Gac                     | R                                  | 104                    | Sebastian Langeveld    | 16°                    | 114                   | Jempy Drucker         | 43°                   |
| 95                                 | Fabian Lienhard                    | R                                  | 105                    | Jonas Rutsch           | 11°                    | 115                   | Eddy Finé             | 92°                   |
| 96                                 | Ramon Sinkeldam                    | FT                                 | 106                    | Tom Scully             | 80°                    | 116                   | André Carvalho        | R                     |
| 97                                 | Jake Stewart                       | R                                  | 107                    | Julius van den Berg    | 61°                    | 117                   | Szymon Sajnok         | 83°                   |
| UAE Team Emirates                  | UAE Team Emirates                  | UAE Team Emirates                  | Ineos Grenadiers       | Ineos Grenadiers       | Ineos Grenadiers       | TotalEnergies         | TotalEnergies         | TotalEnergies         |
| N°                                 | Ciclista                           | Clas.                              | N°                     | Ciclista               | Clas.                  | N°                    | Ciclista              | Clas.                 |
| 121                                | Alexander Kristoff                 | 14°                                | 131                    | Dylan van Baarle       | FT                     | 141                   | Anthony Turgis        | 13°                   |
| 122                                | Mikkel Bjerg                       | 78°                                | 132                    | Leonardo Basso         | R                      | 142                   | Niki Terpstra         | FT                    |
| 123                                | Sven Erik Bystrøm                  | R                                  | 133                    | Owain Doull            | R                      | 143                   | E. Boasson Hagen      | 30°                   |
| 124                                | Fernando Gaviria                   | R                                  | 134                    | Michał Gołaś           | 60°                    | 144                   | Florian Maitre        | FT                    |
| 125                                | Vegard Stake Laengen               | R                                  | 135                    | Michał Kwiatkowski     | 70°                    | 145                   | Adrien Petit          | 76°                   |
| 126                                | Rui Oliveira                       | R                                  | 136                    | Gianni Moscon          | 4°                     | 146                   | Geoffrey Soupe        | R                     |
| 127                                | Matteo Trentin                     | R                                  | 137                    | Luke Rowe              | 67°                    | 147                   | Dries Van Gestel      | 31°                   |
| Team BikeExchange                  | Team BikeExchange                  | Team BikeExchange                  | Delko                  | Delko                  | Delko                  | Team DSM              | Team DSM              | Team DSM              |
| N°                                 | Ciclista                           | Clas.                              | N°                     | Ciclista               | Clas.                  | N°                    | Ciclista              | Clas.                 |
| 151                                | Luke Durbridge                     | 54°                                | 161                    | Evaldas Šiškevičius    | 33°                    | 171                   | Søren Kragh Andersen  | 24°                   |
| 152                                | Jack Bauer                         | 66°                                | 162                    | Pierre Barbier         | R                      | 172                   | Nikias Arndt          | R                     |
| 153                                | Sam Bewley                         | R                                  | 163                    | Clément Carisey        | R                      | 173                   | Cees Bol              | 50°                   |
| 154                                | Chris Juul Jensen                  | 79°                                | 164                    | Alexandre Delettre     | R                      | 174                   | Nils Eekhoff          | 46°                   |
| 155                                | Barnabás Peák                      | R                                  | 165                    | August Jensen          | R                      | 175                   | Max Kanter            | R                     |
| 156                                | Robert Stannard                    | 83°                                | 166                    | Dušan Rajović          | R                      | 176                   | Casper Pedersen       | R                     |
|                                    |                                    |                                    | 167                    | Julien Trarieux        | R                      | 177                   | Jasha Sütterlin       | R                     |
| Intermarché-Wanty-Gobert Matériaux | Intermarché-Wanty-Gobert Matériaux | Intermarché-Wanty-Gobert Matériaux | Team Qhubeka NextHash  | Team Qhubeka NextHash  | Team Qhubeka NextHash  | Movistar Team         | Movistar Team         | Movistar Team         |
| N°                                 | Ciclista                           | Clas.                              | N°                     | Ciclista               | Clas.                  | N°                    | Ciclista              | Clas.                 |
| 181                                | Taco van der Hoorn                 | 40°                                | 191                    | Victor Campenaerts     | R                      | 201                   | Iván García Cortina   | 27°                   |
| 182                                | Aimé De Gendt                      | R                                  | 192                    | Dimitri Claeys         | R                      | 202                   | Gabriel Cullaigh      | R                     |
| 183                                | Tom Devriendt                      | R                                  | 193                    | Simon Clarke           | 55°                    | 203                   | Imanol Erviti         | R                     |
| 184                                | Wesley Kreder                      | R                                  | 194                    | Michael Gogl           | R                      | 204                   | Juri Hollmann         | R                     |
| 185                                | Baptiste Planckaert                | 19°                                | 195                    | R. Janse van Rensburg  | 87°                    | 205                   | Mathias Norsgaard     | 85°                   |
| 186                                | Kévin Van Melsen                   | R                                  | 196                    | Giacomo Nizzolo        | R                      | 206                   | Matteo Jorgenson      | 65°                   |
| 187                                | Pieter Vanspeybrouck               | R                                  | 197                    | Max Walscheid          | 12°                    | 207                   | Lluís Mas             | 94°                   |
| Team Arkéa-Samsic                  | Team Arkéa-Samsic                  | Team Arkéa-Samsic                  | Astana-Premier Tech    | Astana-Premier Tech    | Astana-Premier Tech    | B&B Hotels-KTM        | B&B Hotels-KTM        | B&B Hotels-KTM        |
| N°                                 | Ciclista                           | Clas.                              | N°                     | Ciclista               | Clas.                  | N°                    | Ciclista              | Clas.                 |
| 211                                | Connor Swift                       | 28°                                | 221                    | Hugo Houle             | R                      | 231                   | Bert De Backer        | 38°                   |
| 212                                | Amaury Capiot                      | 18°                                | 222                    | Gleb Brusenskij        | R                      | 232                   | Jens Debusschere      | R                     |
| 213                                | Benjamin Declercq                  | R                                  | 223                    | Evgenij Fëdorov        | R                      | 233                   | Quentin Jauregui      | R                     |
| 214                                | Daniel McLay                       | R                                  | 224                    | Evgenij Gidič          | R                      | 234                   | Jérémy Lecroq         | R                     |
| 215                                | Christophe Noppe                   | 90°                                | 225                    | Dmitrij Gruzdev        | R                      | 235                   | Cyril Lemoine         | 59°                   |
| 216                                | Clément Russo                      | 73°                                | 226                    | Davide Martinelli      | FT                     | 236                   | Luca Mozzato          | 20°                   |
| 217                                | Bram Welten                        | 42°                                | 227                    | Benjamin Perry         | R                      | 237                   | Jonas Van Genechten   | R                     |
| Bingoal Pauwels Sauces WB          |                                    |                                    |                        |                        |                        |                       |                       |                       |
| N°                                 | Ciclista                           | Clas.                              |                        |                        |                        |                       |                       |                       |
| 241                                | Laurenz Rex                        | 21°                                |                        |                        |                        |                       |                       |                       |
| 242                                | Jonas Castrique                    | R                                  |                        |                        |                        |                       |                       |                       |
| 243                                | Timothy Dupont                     | 91°                                |                        |                        |                        |                       |                       |                       |
| 244                                | Arjen Livyns                       | 64°                                |                        |                        |                        |                       |                       |                       |
| 245                                | Tom Paquot                         | FT                                 |                        |                        |                        |                       |                       |                       |
| 246                                | Ludovic Robeet                     | 36°                                |                        |                        |                        |                       |                       |                       |
| 247                                | Tom Wirtgen                        | FT                                 |                        |                        |                        |                       |                       |                       |